# 施弗拉和普阿

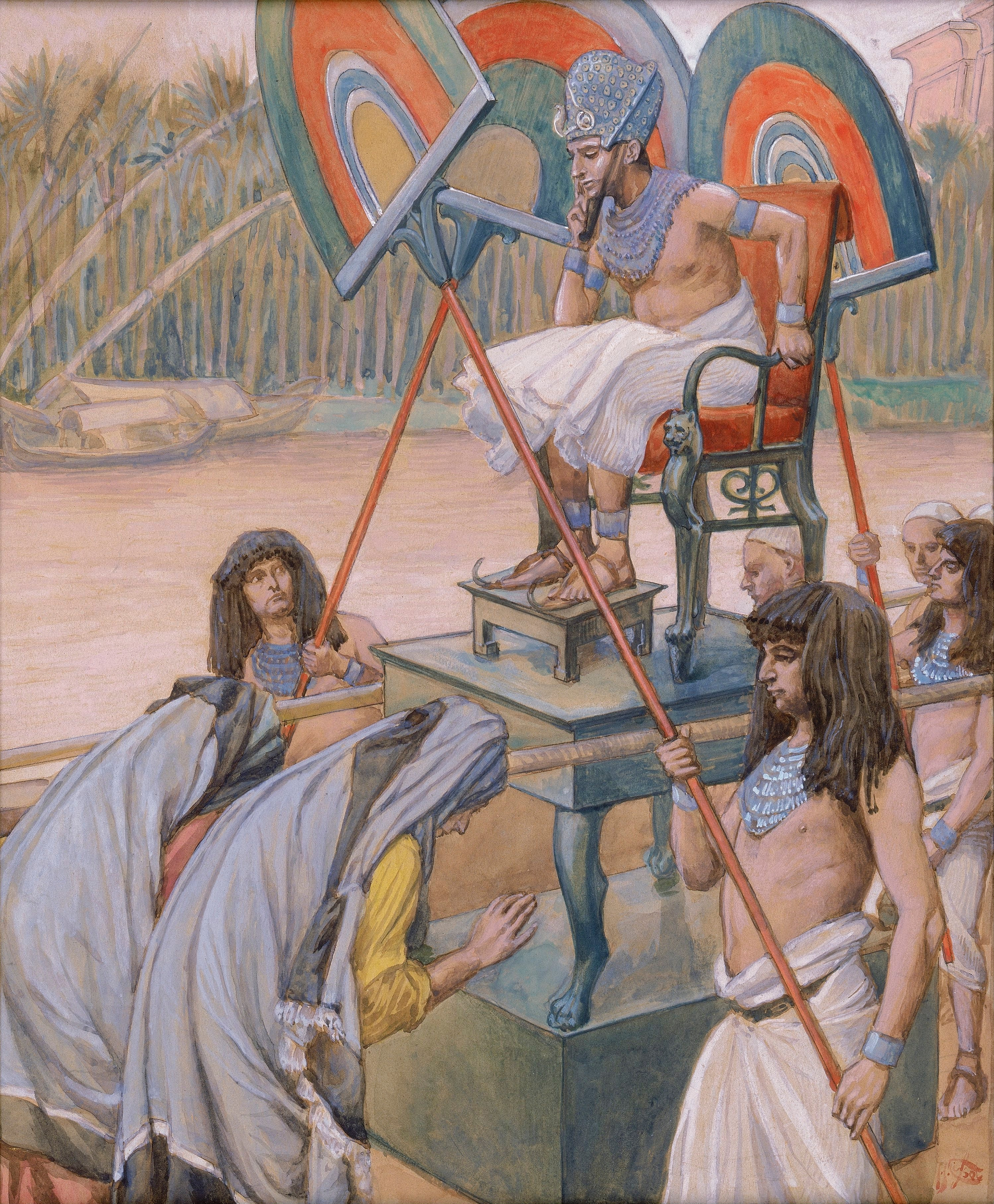
詹姆斯·蒂索《法老和收生婆》（Pharaoh and the Midwives，約1900年）

根據《出埃及記》一章15-21節，施弗拉:1:15（羅馬化：Šip̄rā，天主教譯為史斐辣）和普阿:1:15（羅馬化：Pūʿā，天主教譯為普亞）是埃及地的兩名希伯來收生婆。根據出埃及記的記載，埃及王命令施弗拉和普阿殺掉所有希伯來男嬰，但她們拒絕執行，因此阻止了一場種族滅絕。當法老質問她們時，她們告訴法老「希伯來婦人本是健壯的，收生婆還沒有到，他們已經生產了。」上帝厚待收生婆，並叫他們成立家室。

## 經過
根據《出埃及記》，法老害怕以色列的男性以力量威脅他的權力，並命令兩名希伯來收生婆施弗拉和普阿在婦人臨盆的時候殺掉所有希伯來男嬰。:1:15-16施弗拉和普阿因爲敬畏神，並沒有跟從，:1:16-17甚至爲嬰兒提供食物和水。:11b:18法老質問她們時，她們告訴法老「希伯來婦人本是健壯的，」:1:19不需要收生婆的幫助就可以自行分娩。:11b:19上帝厚待收生婆，並叫他們成立家室；以色列人又多起來、極其強盛。:1:20-21這事過去之後，法老命令他的衆民將以色列男嬰丟在河裏。:1:22

## 解釋

### 收生婆的關係
有拉比認爲施弗拉是摩西的母親約基別，普阿則是亞倫的姐姐米利暗，兩位收生婆是母女關係；但也有拉比認爲後者是約基別的兒媳、亞倫的妻子以利沙巴，兩位收生婆是婆媳關係。:11b.11

### 「收生婆敬畏神」
「敬畏神」是《妥拉》中含義最接近「宗教」的字。收生婆的行爲间接表明宗教的本质是相信上帝爲世界建立了一套道德行爲標準，並因此相信某事是錯誤的。在此情況中，收生婆不但相信上帝，也相信上帝的道德要求十分高，並因此願意冒着受法老懲罰的風險而忠於上帝。拉比David Lieber、Jules Harlow和作家弗朗辛·柯拉斯本均認爲助產士拒絕遵循法老的種族滅絕指示「（可能）是歷史上已知的第一起公民抗命事件。」拉比喬納森·馬戈內特也同意這種說法，稱他們是「反抗邪惡政權的最早、從某種程度上來說也是最有力的例子。」
幾節之後，在一章22節中，當法老命令埃及人民進行種族滅絕時，「敬畏神」的主题被彻底改变了。埃及人顯然對法老的敬畏遠勝於對上帝的敬畏，因此參與了這次種族滅絕。拉比約瑟夫·特魯什金認爲施弗拉和普阿的叛逃與猶太人大屠殺期間的救援者（其中許多人都是宗教人士）相似；與之相反，那些幫助納粹的人對納粹權力的恐懼遠甚於他們對上帝審判的恐懼，甚至不相信上帝的審判。

### 「成立家室」
解經者對出埃及記一章20-21節的解釋各有不同。有些學者認爲每節經文的前半節和後半節是平行的，因此上帝是使「多起來、極其強盛」的以色列人「成立家室」。這與出埃及記一章一節中，以色列人「各帶家眷」來到埃及的說法相符。然而，馬戈內特也指出更普遍的觀點認爲上帝是使收生婆成立家室——「家室」可以理解爲「王朝」。有拉比認爲上帝讓祭司和利未人（摩西和亞倫，約基別的後裔）繼承收生婆的家室，也有拉比認爲上帝讓皇室（大衛王，米利暗的後裔）繼承收生婆的家室。:11b:22

## 名字
Šp-ra這個名字曾出現在索貝克霍特普三世（約公元前1745年）統治期間的奴隸名單上，也就是現藏於布鲁克林博物馆的布魯克林莎草紙上的名單。布鲁克林博物馆表示：「學者們認為這是希伯來語名字Shiphra的圣书体音譯。」這個名字的意思是「公平」或「美麗」，並可能和亞拉姆語中的Sapphira和Shiphrah（施弗拉的名字）有所關聯，甚至僅僅有形態上的略微不同。至於第二個名字普阿是一個迦南名字，意涵爲「少女」或「女孩」。
認爲兩位收生婆是母子關係的拉比引用一段米書拿之外的記載，認爲施弗拉這一名字來源於「準備」（羅馬化：mishapperet），因爲施弗拉會爲孩子準備，也可能是因爲以色列人在她的日子裏「多起來、極其強盛」（羅馬化：shepparu verabbu）；:11b:12普阿則來源自抚慰嬰兒的聲音（羅馬化：po'a），也可能來自描述說話的動詞——因爲據記載，她在上天啓示下說：「未來，我的母親將會誕下一名拯救猶太人的兒子。」:11b:13

## 註解
1. ↑  前兩者認爲收生婆拒絕遵循法老的種族滅絕指示是歷史上已知的第一起公民抗命事件，後者僅認爲可能是。